# 芦原峠

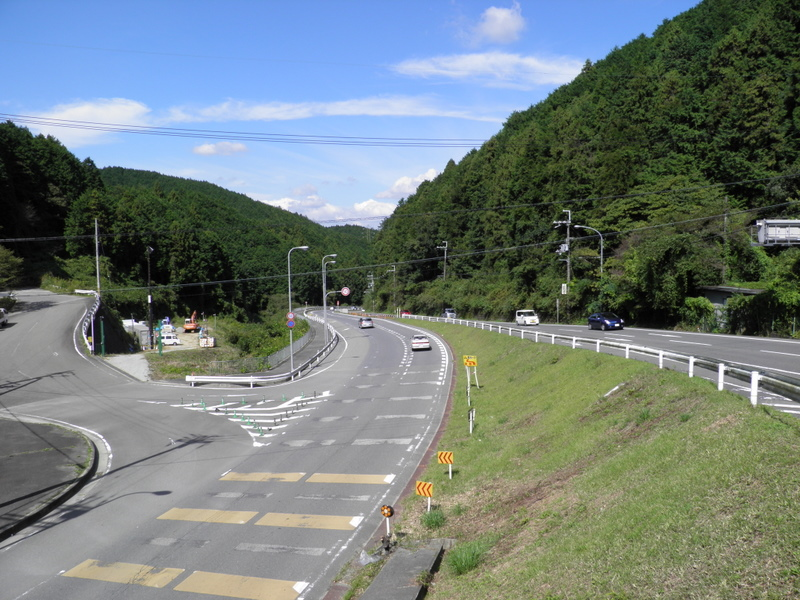
芦原峠（北口・高取町）

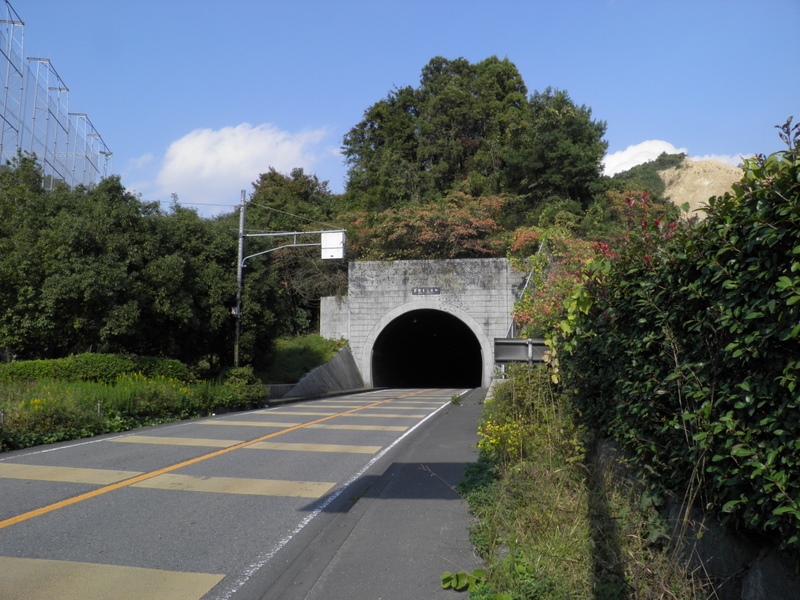
芦原トンネル（南口・大淀町）

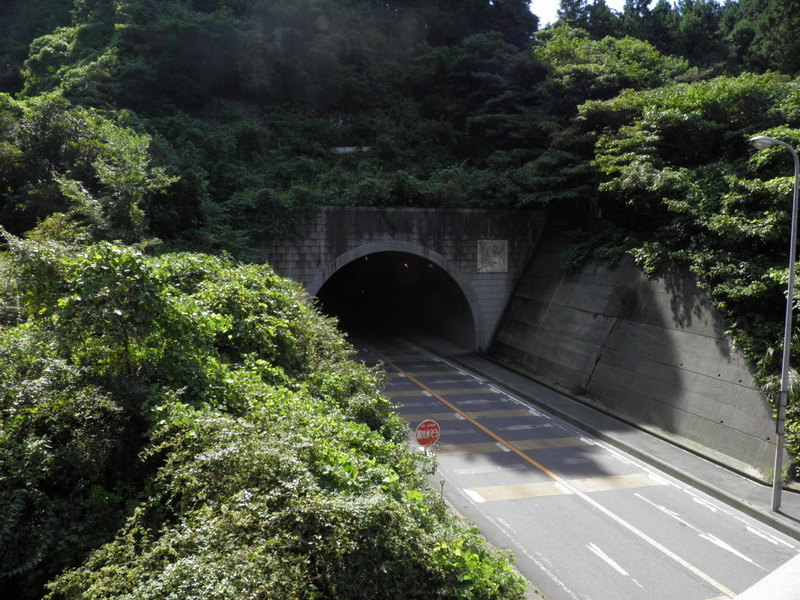
新芦原トンネル（北口・高取町）

芦原峠（あしはらとうげ）は、奈良県高市郡高取町にある峠。標高約300m。鞍部を通る峠道は、かつては国道169号が通り、奈良盆地と吉野郡とを結ぶ重要な峠であったが、芦原トンネルが開通すると旧道となり、さらに新芦原トンネルが開通するにあたり閉鎖された。なお、高取町と吉野郡大淀町の境界は峠鞍部よりも吉野側よりで、トンネル南側開口部に近い位置にある。

## 歴史
奈良盆地と吉野郡と隔てる竜門山地を越える峠道の一つで、古代では下ツ道、近世には中街道の延長上に位置していた（中街道 (下ツ道)）。多聞院日記にも芦原峠が出てきており、国中（奈良盆地）と奥吉野への入口で当時、商業中心地でもあった下市とを結ぶ最短の道であった。
峠付近には悪疫病の侵入を防ぐ疱瘡神を祀った智光院があったという。現在も芦原トンネル南側には芦原の集落があり、そこから旧峠道を上ったところに尼ヶ谷の集落がある。尼ヶ谷集落は峠の鞍部よりも吉野側に位置するが、高取町に属している。尼ヶ谷には、刀匠天国（あまくに）が住み、名刀を残したという伝承があり、尼ヶ谷の地名の由来とも伝えられる。
1890年（明治23年）に県道となってから改修が繰り返され、1920年（大正9年）に指定県道奈良木ノ本線（奈良市～三重県南牟婁郡木本町）となり1923年（大正12年）にバスも通れる幅に拡張されたが、まだ峠道全般はカーブが連続する険しい道であった。
1952年（昭和27年）12月5日に指定県道奈良木本線は国道169号へ昇格、芦原峠改良事業として芦原トンネルが計画された。
1965年（昭和40年）に芦原トンネル（延長770m）が開通したことで一変し、北の峠口、今の清水谷交差点付近から南の峠口、今の芦原南交差点までが2車線化および直線化された。これにより奈良盆地と吉野郡との行き来が大幅に改善され、竜門山地を大きく迂回している近鉄吉野線よりも早く行き来できるようになった。さらに1992年（平成4年）に新芦原トンネル（延長706m）が開通し、峠道が4車線化され今日に至る。